# Scandinavian Cup w biegach narciarskich 2024/2025
Scandinavian Cup w biegach narciarskich 2024/2025 – kolejna edycja tego cyklu zawodów. Rywalizacja rozpoczęła się 13 grudnia 2024 r. w norweskim Lillehammer, a zakończyła 23 marca 2025 r. w norweskim Gålå.
Obrońcami tytułów byli reprezentanci Norwegii: Silje Theodorsen oraz Emil Iversen.
Nowymi zdobywcami pucharu zostali ponownie reprezentanci Norwegii: Helene Marie Fossesholm i Mattis Stenshagen.

## Kalendarz i wyniki

### Kobiety
| Lp | Data             | Miejscowość | Dystans                            | 1. miejsce              | 2. miejsce              | 3. miejsce                      |
| -- | ---------------- | ----------- | ---------------------------------- | ----------------------- | ----------------------- | ------------------------------- |
| 1. | 13 grudnia 2024  | Lillehammer | Sprint s. klasycznym (1.3 km)      | Amanda Saari            | Julie Bjervig Drivenes  | Ingrid Bergene Aabrekk          |
| 2. | 14 grudnia 2024  | Lillehammer | 20 km s. klasycznym (start masowy) | Helene Marie Fossesholm | Sophia Laukli           | Marte Skaanes                   |
| 3. | 15 grudnia 2024  | Lillehammer | 10 km s. dowolnym                  | Sophia Laukli           | Helene Marie Fossesholm | Karoline Simpson-Larsen         |
|    | 3 stycznia 2025  | Gällivare   | 10 km s. klasycznym                | Odwołano                | Odwołano                | Odwołano                        |
|    | 4 stycznia 2025  | Gällivare   | Sprint s. dowolnym (1.2 km)        | Odwołano                | Odwołano                | Odwołano                        |
|    | 5 stycznia 2025  | Gällivare   | 20 km s. klasycznym                | Odwołano                | Odwołano                | Odwołano                        |
| 4. | 10 stycznia 2025 | Falun       | 10 km s. dowolnym                  | Helene Marie Fossesholm | Karoline Simpson-Larsen | Julie Bjervig Drivenes          |
| 5. | 11 stycznia 2025 | Falun       | Sprint s. dowolnym (1.3 km)        | Helene Marie Fossesholm | Julie Bjervig Drivenes  | Moa Hansson                     |
| 6. | 12 stycznia 2025 | Falun       | 10 km s. klasycznym                | Helene Marie Fossesholm | Evelina Crüsell         | Maren Wangensteen               |
|    | 28 lutego 2025   | Madona      | Sprint s. dowolnym                 | Odwołano                | Odwołano                | Odwołano                        |
|    | 1 marca 2025     | Madona      | 10 km s. dowolnym                  | Odwołano                | Odwołano                | Odwołano                        |
|    | 2 marca 2025     | Madona      | 20 km s. dowolnym (start masowy)   | Odwołano                | Odwołano                | Odwołano                        |
| 7. | 21 marca 2025    | Gålå        | Sprint s. dowolnym (1.6 km)        | Maria Hartz Melling     | Julie Bjervig Drivenes  | Milla Grosberghaugen Andreassen |
| 8. | 22 marca 2025    | Gålå        | 10 km s. klasycznym                | Heidi Weng              | Helene Marie Fossesholm | Kari Øyre Slind                 |
| 9. | 23 marca 2025    | Gålå        | 20 km s. dowolnym (start masowy)   | Heidi Weng              | Karoline Simpson-Larsen | Helene Marie Fossesholm         |

### Mężczyźni
| Lp | Data             | Miejscowość | Dystans                            | 1. miejsce             | 2. miejsce             | 3. miejsce            |
| -- | ---------------- | ----------- | ---------------------------------- | ---------------------- | ---------------------- | --------------------- |
| 1. | 13 grudnia 2024  | Lillehammer | Sprint s. klasycznym (1.3 km)      | Ansgar Evensen         | Aron Åkre Rysstad      | Sivert Wiig           |
| 2. | 14 grudnia 2024  | Lillehammer | 20 km s. klasycznym (start masowy) | Mattis Stenshagen      | Håvard Moseby          | Mikael Gunnulfsen     |
| 3. | 15 grudnia 2024  | Lillehammer | 10 km s. dowolnym                  | Iver Tildheim Andersen | Mattis Stenshagen      | Håvard Moseby         |
|    | 3 stycznia 2025  | Gällivare   | 10 km s. klasycznym                | Odwołano               | Odwołano               | Odwołano              |
|    | 4 stycznia 2025  | Gällivare   | Sprint s. dowolnym (1.2 km)        | Odwołano               | Odwołano               | Odwołano              |
|    | 5 stycznia 2025  | Gällivare   | 20 km s. klasycznym                | Odwołano               | Odwołano               | Odwołano              |
| 4. | 10 stycznia 2025 | Falun       | 10 km s. dowolnym                  | Martin Kirkeberg Mørk  | Edvard Sandvik         | Didrik Tønseth        |
| 5. | 11 stycznia 2025 | Falun       | Sprint s. dowolnym (1.3 km)        | Sindre Bjørnestad Skar | Mathias Holbæk         | Edvard Sandvik        |
| 6. | 12 stycznia 2025 | Falun       | 10 km s. klasycznym                | Mattis Stenshagen      | Martin Kirkeberg Mørk  | Didrik Tønseth        |
|    | 28 lutego 2025   | Madona      | Sprint s. dowolnym                 | Odwołano               | Odwołano               | Odwołano              |
|    | 1 marca 2025     | Madona      | 10 km s. dowolnym                  | Odwołano               | Odwołano               | Odwołano              |
|    | 2 marca 2025     | Madona      | 20 km s. dowolnym (start masowy)   | Odwołano               | Odwołano               | Odwołano              |
| 7. | 21 marca 2025    | Gålå        | Sprint s. dowolnym (1.6 km)        | Lars Heggen            | Edvard Sandvik         | Ola Spigseth          |
| 8. | 22 marca 2025    | Gålå        | 10 km s. klasycznym                | Håvard Moseby          | Iver Tildheim Andersen | Mattis Stenshagen     |
| 9. | 23 marca 2025    | Gålå        | 20 km s. dowolnym (start masowy)   | Lars Heggen            | Håvard Moseby          | Martin Kirkeberg Mørk |

## Klasyfikacje
| Lp. | Zawodniczka             | Punkty |
| --- | ----------------------- | ------ |
| 1.  | Helene Marie Fossesholm | 816    |
| 2.  | Julie Bjervig Drivenes  | 694    |
| 3.  | Evelina Crüsell         | 607    |
| 4.  | Elin Henriksson         | 559    |
| 5.  | Karoline Simpson-Larsen | 435    |
| 6.  | Maren Wangensteen       | 400    |
| 7.  | Marte Skaanes           | 391    |
| 8.  | Emma Kirkeberg Mørk     | 339    |
| 9.  | Moa Hansson             | 336    |
| 10. | Lisa Ingesson           | 333    |

| Lp. | Zawodnik               | Punkty |
| --- | ---------------------- | ------ |
| 1.  | Mattis Stenshagen      | 692    |
| 2.  | Edvard Sandvik         | 643    |
| 3.  | Martin Kirkeberg Mørk  | 512    |
| 4.  | Lars Agnar Hjelmeset   | 459    |
| 5.  | Håvard Moseby          | 456    |
| 6.  | Mathias Holbæk         | 422    |
| 7.  | Gjøran Tefre           | 411    |
| 8.  | Iver Tildheim Andersen | 360    |
| 9.  | Sivert Wiig            | 359    |
| 10. | Didrik Tønseth         | 329    |